# Die Alpenrammler
Die Alpenrammler sind ein deutsches Rockmusik-/Schlagerduo. Es wurde 1997 von den beiden Musikern Holger Kysela und Alex Havrilla in Starnberg gegründet. Das musikalische Repertoire der Band beschränkt sich auf populäre Gassenhauer, die im rockigen Stil mit frivol-frechen Texten neu aufgenommen werden.

## Geschichte
Bundesweit bekannt wurde das Duo im Frühjahr 1998 mit dem Titel Lieschen, Lieschen, einer Adaption der Ambosspolka. Nachdem der Song zunächst während der Wintersaison 1997/98 auf den Skipisten des Alpenraums populär geworden war, erreichte er nach der Veröffentlichung als Single die deutschen Charts. Eine weitere, nach ähnlichem Muster aufgebaute Hitsingle erschien Anfang 1999. Als sich die dritte Single kaum mehr verkaufte, wechselten die Alpenrammler von der Plattenfirma Polydor zum Label DA Music in Diepholz. Hier erschien im Herbst 2000 das erste Album der Band mit dem Titel Freudenhaus. Im April 2013 wurde das Album Knüppel streck dich! veröffentlicht, das fast alle bisher veröffentlichten Titel enthält.

## Diskografie
Singles
- 1998: Lieschen, Lieschen
- 1999: Alles wunderbar
- 1999: Nimm mich
- 2000: Geile Hühner
- 2001: Sexpack-Hitmix

Alben
- 2000: Freudenhaus
- 2013: Knüppel streck dich!